# Johannes Freitagius
Johann Freitag (em latim: Johannes Freitagius; Niederwesel, Cleves, 30 de Outubro de 1581 - † 8 de Fevereiro de 1641), foi Professor de Medicina de Osnabruque, médico do bispo de Osnabruque, viajou para Groninga para tratar de assuntos religiosos.  Era contrário à doutrina de Paracelso e de certa feita entrou numa discussão com Sennertus sobre o assunto. Foi autor de uma série de obras sobre Medicina.
Natural do Ducado de Cleves, o erudito e médico alemão, compelido pelos problemas da época, se mudou para Osnabruque, onde iniciou seus estudos clássicos.  Depois foi para Colônia, Wesel e Helmstedt; mas cedo mudou sua inclinação para a Medicina, como profissão.  Estudou Filosofia na Universidade de Rostock e depois retornou para Helmstedt, onde assistiu as aulas de Franciscus Parcovius na Universidade. Ele recebeu também muita influência com as aulas do renomado Meibomius, em cuja casa residiu na qualidade de tutor dos filhos deste, e muito cedo achou-se adequado para dar aulas particulares para alunos mais jovens na prática de física.
Tornou-se posteriormente professor extraordinário, e em 1604, aos 23 anos de idade, tornou-se professor ordinário da universidade, cujo cargo ocupou durante quatro anos.  Doutorou-se mais tarde e foi tentar a vida na corte de Filipe Sigismundo, Duque de Brunsvique-Luneburgo e também Bispo de Osnabruque que o nomeou seu médico particular.  Por volta do ano de 1632, Ernesto, Duque de Holsácia, e Conde de Eschauemburgo, ofereceu-lhe o mesmo posto, além de nomeá-lo para a liderança dos professores médicos da universidade que ele tinha acabado de fundar em Rintein, mas seu antigo patrão não permitiu que ele aceitasse.
Com a morte do bispo, ele continuou em Osnabruque porque o novo bispo também o contratara para seu médico particular, bem como escolheu para ele um de seus camareiros.  Ele serviu ao seu sucessor com a mesma capacidade, porém foi demitido em 1631, por conta de sua recusa em tornar-se católico.
Ele encontrou proteção, todavia, sob Ernesto Casimiro I de Nassau-Dietz, que o procurou à vaga de professor na Universidade de Groninga, como sucessor de Nicholas Mulerius. Ele cumpriu este novo compromisso com grande reputação, e continuou a se distinguir com o sucesso da sua prática até o declínio de sua vida, que foi acelerado por complicações de várias doenças: hidropisia, gota, gravela, e febre retiraram-no do palco da vida em 8 de Fevereiro de 1641.

## Obras
- Noctes medicae (Francoforte, 1616)
- Disputatio medica de morbis substantiae (Groninga, 1632)
- De opii natura (Groninga, 1632; Lípsia 1633)
- Detectio et solida refutatio novae sectae Sennerto-Paracelsiae (Amesterdã, 1636; Groninga, 1637)